# シャルル・ルイリエ
シャルル・ルイリエ（Charles Lhullier、1824年4月28日 - 1898年9月20日）はフランスの画家、イラストレーター。クロード・モネと同門であり、教師としてもラウル・デュフィやジョルジュ・ブラックなどを教えた。

## 経歴
シャルル・ルイリエ（本名：Charles Marie Lhullier）はフランス、マンシュ県グランヴィルに生まれた。
シャルルはル・アーヴルでアレクサンドル・カバネルに師事し絵画を学んだ。同期にはクロード・モネや ジャック＝フランソワ・オシャール がおり、彼らと親交を結んだ。その後パリに行きドミニク・アングルの作品を研究、同地ではヨハン・ヨンキントの知遇を得る。その後ル・アーヴルに戻り、ESADHaRで多くの学生を教えた。1882年には市内の博物館の美術品購入のための審議会を率いた。
彼は1898年9月20日にル・アーヴルで死去した。

## 作品

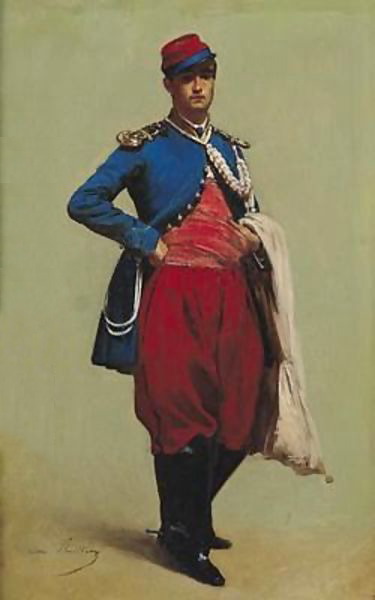
軍服を着たクロード・モネ (1861年)
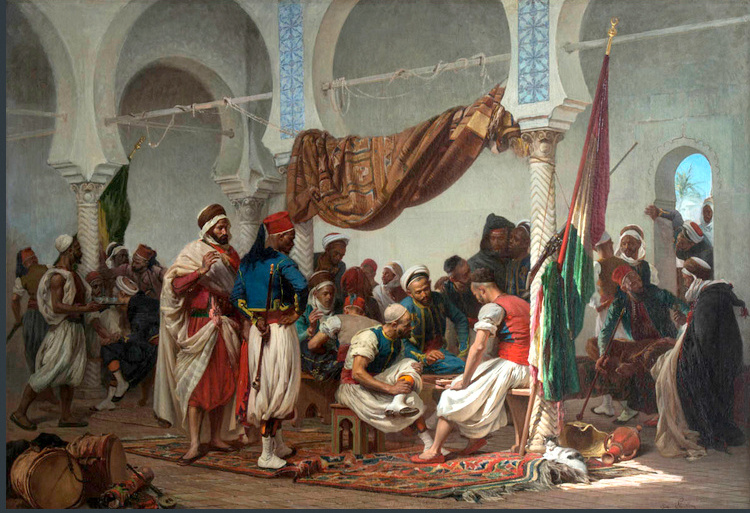
トルコのカフェ (1868年)
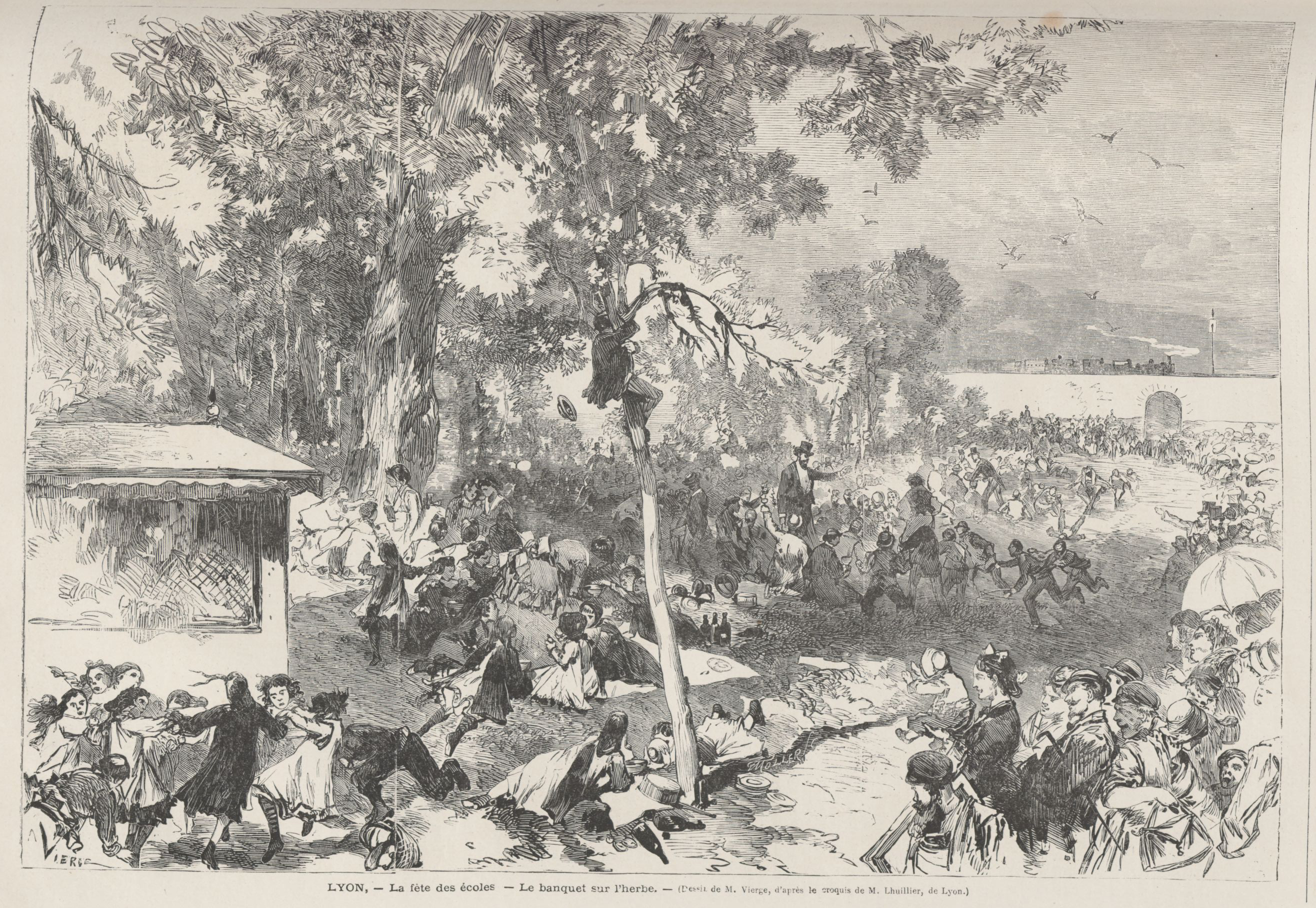
リヨンの学校パーティ (1871年)
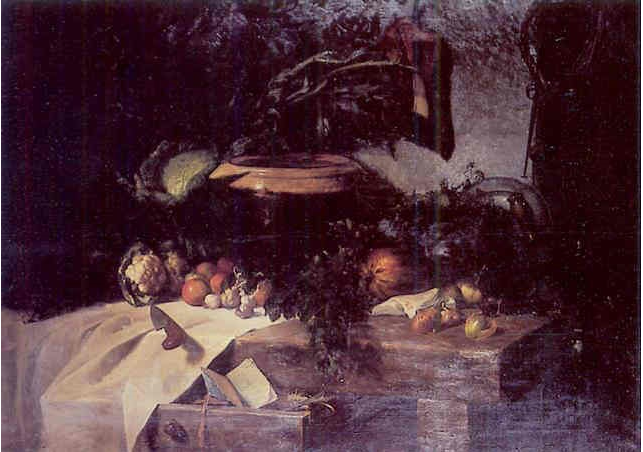
静物 (1875年)

## 著名な学生
- Raimond Lecourt
- ラウル・デュフィ
- Gaston Prunier
- オトン・フリエス
- Jules Ausset
- René de Saint-Delis
- ジョルジュ・ブラック

## 図録
- マルロー美術館 : Catalogue peinture, sculpture, dessins, Maudet et Godefroy, 1887.